# Brian Marshall
Brian Aubrey Marshall (Fort Walton Beach, 24 aprile 1973) è un bassista statunitense.

## Biografia
Nato in Florida, ha iniziato a suonare la batteria prima di dedicarsi al basso.
Dopo l'incontro con Scott Stapp e Mark Tremonti è entrato a far parte del gruppo Creed nel 1995.
Nel 2000 Marshall ha lasciato il gruppo per dei dissidi con Stapp.
In concomitanza con la rottura dei Creed, Marshall aderì agli Alter Bridge, gruppo che comprende Tremonti, Scott Phillips (già nei Creed) e Myles Kennedy.
Nell'aprile 2009 ha preso parte alla reunion dei Creed, confluita nella pubblicazione dell'album Full Circle.

## Discografia

### Con i Creed
- 1997 – My Own Prison
- 1999 – Human Clay
- 2009 – Full Circle

### Con gli Alter Bridge
- 2004 – One Day Remains
- 2007 – Blackbird
- 2010 – AB III
- 2013 – Fortress
- 2016 – The Last Hero
- 2019 – Walk the Sky
- 2022 – Pawns & Kings